# Adina-Ioana Vălean
Adina-Ioana Vălean (født 16. februar 1968) er en rumænsk politiker, som siden 2024 er medlem af Europa-Parlamentet. Hun var Europa-Kommissær for transport i von der Leyen-kommissionen fra 2019 til 2024. Hun var også tidligere medlem af Europa-Parlamentet fra 2007 til 2019, hvor hun var formand for parlamentets udvalg for industri, forskning og energi i 2019.

## Uddannelse
Vălean har en kandidatgrad i europæiske integrations- og sikkerhedsstudier, postgraduate studier i national sikkerhed og forsvarsledelse og en bachelorgrad i matematik.

## Politisk karriere
Vălean er medlem af Det Nationalliberale Parti (PNL) i Rumænien og Det Europæiske Folkeparti. Hun blev valgt til Deputeretkammeret i Rumæniens parlament på Retfærdigheds- og Sandhedslisten for distriktet Călărași i 2004.
Vălean blev medlem af Europa-Parlamentet 1. januar 2007 ved Rumæniens optagelse i Den Europæiske Union. I hele sin tid i parlamentet var hun i Udvalget for Industri, Forskning og Energi; i 2019 blev hun udvalgets formand. I sin tid i udvalget var hun parlamentets ordfører for Connecting Europe Facility (CEF) og EU's roamingregler.
Fra 2014 til 2017 var Vălean en af Europa-Parlamentets næstformænd under ledelse af formand Antonio Tajani; i den egenskab var hun ansvarlig for informations- og kommunikationsteknologi. Hun var også formand for Udvalget om Miljø, Folkesundhed og Fødevaresikkerhed fra 2017 til 2019 og var medlem af Udvalget for Andragender fra 2009 til 2014.
Vălean var deltager i parlamentets delegationer til landene i Sydøsteuropa (2007-2009); Euronest Parlamentarisk Forsamling (2009-2014); og USA (fra 2014). Hun var også medlem af Transatlantic Legislators' Dialogue (TLD); det europæiske internetforum; og Europa-Parlamentets tværgående gruppe om langsigtede investeringer og genindustrialisering.
I november 2019 præsenterede Rumæniens centrum-højre-regeringen under premierminister Ludovic Orban Vălean og Siegfried Mureșan som kandidater til at blive landets næste EU-kommissær. Vălean blev efterfølgende valgt til at være EU-kommissær for transport af Europa-Kommissionsformand Ursula von der Leyen.
I begyndelsen af marts 2020 blev Vălean udpeget af von der Leyen til at deltage i kommissionens særlige taskforce for at koordinere EU's reaktion på COVID-19-pandemien. Hun blev igen valgt til EU-Parlamentet ved Europa-Parlamentsvalget 2024 og trak sig fra EU-kommissærposten pr. 15. juli 2024 for at indtræde i parlamentet. Hendes opgaver i Europa-Kommissionen blev midlertidigt overtaget af Wopke Hoekstra.

## Privatliv
Vălean er gift med Crin Antonescu og har et barn.